# Eclissi solare del 14 febbraio 1934
L'eclissi solare del 14 febbraio 1934, di tipo totale, è un evento astronomico che ha avuto luogo il suddetto giorno attorno alle ore 00:38 UTC. La durata della fase massima dell'eclissi è stata di 2 minuti e 53 secondi e l'ombra lunare sulla superficie terrestre raggiunse una larghezza di 123 km. Il punto con la massima totalità è stato in mare lontano da qualsiasi terraferma.
L'eclissi del 14 febbraio 1934 divenne la prima eclissi solare nel 1934 e la 78ª nel XX secolo. La precedente eclissi solare si è verificata il 21 agosto 1933, la seguente il 10 agosto 1934. 
La totalità era visibile dalle Indie orientali olandesi (l'odierna Indonesia), Regno di Sarawak (ora appartenente a Malaysia) e Mandato del Pacifico meridionale (la parte che ora appartiene a F.S. Micronesia).

## Percorso e visibilità
L'eclissi si è manifestata all'alba locale nel Mar Cinese Meridionale presso le isole Riau. Quindi l'ombra si è spostata a sud-est attraverso alcune isole dell'arcipelago malese e gradualmente verso nord-est, coprendo il dipartimento giapponese di Mandato del Pacifico meridionale. Il punto di massima si è raggiunto a circa 180 chilometri a nord dell'atollo di Enevetak. Dopodiché, l'umbra ha continuato a spostarsi a nord-est senza coprire alcuna terraferma, attraversando la linea di data internazionale e concludendo al tramonto del 13 febbraio nell'Oceano Pacifico settentrionale a circa 270 chilometri a sud-ovest delle Isole Regia Carlotta.

## Eclissi correlate

### Eclissi solari 1931 - 1935
Questa eclissi è un membro di una serie semestrale. Un'eclissi in una serie semestrale di eclissi solari si ripete approssimativamente ogni 177 giorni e 4 ore (un semestre) in nodi alternati dell'orbita della Luna.

### Ciclo di Saros 139
L'evento fa parte della serie Saros 139, che si ripete ogni 18 anni, 11 giorni, 8 ore, contenente 71 eventi. La serie è iniziata con l'eclissi solare parziale il 17 maggio 1501. Comprende eclissi ibride dall'11 agosto 1627 al 9 dicembre 1825 ed eclissi totali dal 21 dicembre 1843 al 26 marzo 2601. La serie termina al membro 71 con una eclissi parziale il 3 luglio 2763.
Dopo il 16 luglio 2186, la durata delle eclissi totali diminuirà. Tutte le eclissi di questa serie si verificano nel nodo ascendente della Luna.